# پسران مهتاب (ارتشی در تاریکی)
فیلم پسران مهتاب (ارتشی در تاریکی) به کارگردانی مهدی ودادی، تهیه‌کنندگی مهدی ودادی و عبدالله اسفندیاری و نویسندگی فریدون فرهودی و مهدی ودادی ساخته سال ۱۳۸۱ است.

## خلاصه فیلم
چند جوان برای سرگرمی و وقت گذرانی دست به تفریح خطرناکی می‌زنند که با آمدن خانواده مصلح به مجتمع محل سکونت آنان و درگیر شدن پسر آن خانواده با جوانان مجتمع این تفریح به یک دوئل تبدیل شده و عواقب ناهنجاری به بار می‌آورد.

## بازیگران
- حمید گودرزی
- سحر زکریا
- محمدعلی الله‌قلی
- شیوا خنیاگر
- منوچهر آذر
- حبیب ثامنیه
- رویا امامی
- پرهام بازغی
- بهتاش صنایعی‌ها
- بهروز شعیبی
- پرویز شفیعی‌زاده
- سینا میرحسنی
- سولماز صبا
- مهران همتیان
- خشایار سلیمانی
- مریم طاهری
- کاترین آبولیان
- محمدرضا تبریزی
- مهران همتیان
- محمدرضا محمودی

## جشنواره‌ها
فیلم پسران مهتاب (ارتشی در تاریکی) در ششمین دوره جشن خانه سینما (۱۳۸۱) حضور داشته‌است.